# Catastrofe ultravioletta
La catastrofe ultravioletta, chiamata anche catastrofe di Rayleigh-Jeans, è la predizione della fisica d'inizio XX secolo, evidentemente falsa, secondo la quale un corpo nero ideale in equilibrio termico con l'ambiente avrebbe dovuto emettere radiazione elettromagnetica con potenza infinita, come risultava dall'applicazione delle equazioni di Maxwell.
Costituì una delle prime indicazioni dei limiti intrinseci della fisica classica e la sua soluzione attraverso la legge di Planck portò allo sviluppo della meccanica quantistica.

## Storia
Il termine "catastrofe ultravioletta" fu usato la prima volta nel 1911 da Paul Ehrenfest, benché il concetto risalga al 1905. La parola "ultravioletta" si riferisce al fatto che il problema appare nella regione di alta frequenza dello spettro elettromagnetico. Dalla prima apparizione, il termine è stato usato per altre predizioni di natura simile, per esempio nell'elettrodinamica quantistica, dove è usata anche l'espressione divergenza ultravioletta.

## Problema fisico
Secondo la teoria classica, elementi oscillanti ad alta frequenza a temperatura ambiente dovrebbero emettere raggi UV, gamma e raggi X. Dovrebbero inoltre assorbire enormi quantità di energia per incrementare la propria temperatura anche solo di un grado Celsius. Entrambi i fenomeni non si verificano sperimentalmente.
Questa predizione derivava dal teorema di equipartizione dell'energia della meccanica statistica classica, in base al quale tutti i modi (gradi di libertà) di un sistema in equilibrio hanno una energia media pari a {\displaystyle kT/2}. Secondo l'elettromagnetismo classico, il numero di modi elettromagnetici in una cavità tridimensionale per unità di frequenza è proporzionale al quadrato della frequenza stessa. Questo implica che la potenza irradiata per unità di frequenza deve seguire la legge di Rayleigh-Jeans ed essere a sua volta proporzionale al quadrato della frequenza. All'aumentare della frequenza un sistema deve quindi produrre radiazioni la cui energia cresce in modo esponenziale. Da ciò deriva che, sia la potenza a una data frequenza, sia la potenza totale irradiata vanno a infinito quando sono considerate frequenze sempre più alte, il che è chiaramente impossibile, come osservarono indipendentemente Albert Einstein, Lord Rayleigh e James Jeans.
Il grafico di seguito riportato evidenzia come, applicando le equazioni di Maxwell alle radiazioni emesse e assorbite dalle pareti del corpo nero, risulta che al diminuire della lunghezza d'onda si ottengono valori dell'intensità di irraggiamento (W/m²) che tendono all'infinito in palese contraddizione con i dati sperimentali che tendono a zero, oltre che in violazione del principio di conservazione dell'energia.

## Soluzione

L'andamento delle curve di Planck per il corpo nero previste dalla legge di Planck, confrontate con la curva prevista originariamente dalla fisica classica. In ascissa la lunghezza d'onda, in ordinata l'intensità.

Nel 1900 Max Planck postulò che l'energia elettromagnetica emessa dal corpo nero non seguisse la descrizione classica, ma potesse assumere solo valori discreti proporzionali alla frequenza e multipli di un valore minimo detto quanto. Questa ipotesi aveva l'effetto di ridurre il numero di modi possibili a una data energia nella cavità di corpo nero e quindi l'energia media a una data frequenza ottenuta con l'applicazione del teorema di equiripartizione dell'energia. La potenza irradiata andava a zero a frequenza infinita e la potenza totale predetta era finita. La formula per la potenza irradiata dal sistema era in linea con gli esperimenti noti e assunse il nome di legge di Planck. Basandosi su esperimenti precedenti, Planck era stato in grado anche di determinare il valore del suo parametro chiamato costante di Planck. 
Nel 1905 Albert Einstein notò che il problema dell’effetto fotoelettrico poteva essere risolto rifacendosi all'ipotesi dei quanti proposta da Planck, ipotizzando che la radiazione elettromagnetica sia formata da pacchetti discreti di energia chiamati in seguito fotoni, ponendo la base per la descrizione quantistica dell'elettromagnetismo.

## Cultura di massa
Molte descrizioni popolari in storia della fisica, così come molti libri di testo, riportano una versione errata della storia della catastrofe ultravioletta. In questa versione, la "catastrofe" fu notata inizialmente da Planck, che sviluppò la sua formula come risposta.